# Rădăuți-Prut
Rădăuți-Prut là một xã thuộc hạt Botoșani, România. Dân số thời điểm năm 2002 là 3969 người.